# Bathophilus kingi
Bathophilus kingi es una especie de pez de la familia Stomiidae en el orden de los Stomiiformes.

## Hábitat
Es un pez de mar y de aguas profundas que vive entre 1-1100 m de profundidad.

## Distribución geográfica
Se encuentra en Papúa Nueva Guinea y Chile.